# Rozpad beta
Rozpad beta – sposób rozpadu jądra atomowego zachodzący poprzez oddziaływanie słabe, którego skutkiem jest przemiana nukleonu w inny nukleon, a co za tym idzie, nuklidu w inny nuklid. Wyróżnia się dwa rodzaje tego rozpadu: rozpad β− i rozpad β+. Zawsze przy tym wydzielana jest energia, którą unoszą produkty rozpadu. Część energii może pozostać w jądrze w postaci energii jego wzbudzenia, dlatego rozpadowi beta towarzyszy często emisja promieniowania gamma.

## Rozpad β−

Diagram Feynmana rozpadu β^{−} neutronu do protonu, elektronu i antyneutrina elektronowego poprzez pośredni wirtualny bozon W^{−}.

Rozpad β− polega na przemianie jądrowej, w wyniku której neutron zostaje zastąpiony protonem. Oddziaływanie ma miejsce poprzez emisję wirtualnego bozonu pośredniczącego W− oraz zamianę jednego kwarku dolnego neutronu w kwark górny. W− rozpada się następnie na elektron i antyneutrino elektronowe. Cała reakcja przebiega wg schematu:
{\displaystyle \mathrm {n^{0}} \to \mathrm {p^{+}} +W^{-}\to \mathrm {p^{+}} +\mathrm {e} ^{-}+{\overline {\nu }}_{e}.}
W wyniku rozpadu beta minus powstaje elektron i antyneutrino elektronowe. Rozpad β− może zachodzić również dla swobodnego neutronu.

## Rozpad β+
Rozpad β+ polega na przemianie protonu w neutron wewnątrz jądra. Reakcji towarzyszy emisja bozonu W+, który rozpada się na pozyton oraz neutrino elektronowe:
{\displaystyle {}_{Z}^{A}{\hbox{X}}\;\to \;_{Z-1}^{A}{\hbox{Y}}+W^{+}\to _{Z-1}^{A}{\hbox{Y}}+{e^{+}}+{\nu }_{e},}
gdzie X i Y są jądrami – początkowym i końcowym, A oznacza liczbę nukleonów w jądrze a Z – liczbę protonów w jądrze początkowym.
Rozpad beta plus nie może zajść dla wolnego protonu. Może się on zdarzyć tylko, gdy finalnie jądro będzie miało większą energię wiązania (mniejszą całkowitą energię) niż przed reakcją.

## Podwójny rozpad β
W 1935 roku Maria Goeppert-Mayer przewidziała istnienie procesu podwójnego rozpadu beta, a 1939 roku Wendell H. Furry zaproponował istnienie podwójnego rozpadu beta bez emisji neutrin (tzw. podwójny bezneutrinowy rozpad beta).